# Aránzazu Calleja
Aránzazu Calleja (Bilbao, Vizcaya, 1977) és una creadora musical i musicoterapeuta basca, a més de ser membre de l'Acadèmia de les Arts i les Ciències Cinematogràfiques d'Espanya i professora de violí en el Conservatori Superior JC Arriaga.

## Carrera
Va estudiar Belles arts a la Universitat del País Basc i musicoteràpia, ampliant la seva formació musical a Barcelona al Taller de Músics i a la Universitat Pompeu Fabra, i posteriorment an la "Berklee College of Music" de Boston, als Estats Units. En Belles arts va conèixer a Borja Cobeaga (amb qui ha col·laborat en totes les seves obres fins avui), Haritz Zubillaga i Nacho Vigalondo. A més de les col·laboracions esmentades amb Borja Cobeaga, destaquen l'electrònica i fosca composició del llargmetratge Psiconautas, los niños olvidados, així com la seva col·laboració en la banda sonora d' Akelarre amb Maite Arroitajauregi, que els va portar a guanyar el Goya a la millor música original en 2021.

## Premis i reconeixements
- 2001: Curtmetratge La primera vez. Nominat Millor Curtmetratge als XVI Premis Goya.
- 2005: Curtmetratge Éramos pocos. Premi Millor Banda Sonora al 7è Certamen de Curts Ciutat de Sòria. Nominat Millor Curtmetratge en la 79a edició dels Premis Oscar de l'Acadèmia
- 2006. Reality show El coro de la cárcel (1a edició): Millor Reality al Festival de Televisió de Banff, Canadà. Nominat als Premis Emmy Internacionals 2007.
- 2007: Curtmetratge Limoncello. Tres historias del Oeste. Premi Millor Banda Sonora al 7è Festival de Curtmetratges Playa Las Américas de Tenerife.
- 2008: Curtmetratge El encargado. Nominat Millor Curtmetratge als XXIII Premis Goya.
- 2011. Curtmetratge La media pena. Premi Millor Banda Sonora en la 25a Setmana de Cinema de Medina del Campo.
- 2011. Curtmetratge She lost control. Premi Millor Banda Sonora al Festival International du Film de Court Métrage Fenêtre Sur Courts à Avinyó.
- 2014. Seleccionada per participar en l'edició de 2014 de "Berlinale Talents".
- 2015. Llargmetratge Psiconautas, los niños olvidados. Goya a la millor pel·lícula d'animació als XXXI Premis Goya.
- 2021. Llargmetratge Akelarre. Goya a la millor música original als XXV Premis Goya.[3][4][5]

## Filmografia
| Any  | Títol                                | Direcció                                   | Producció | Tipus de producció | Observacions                                                                              |
| ---- | ------------------------------------ | ------------------------------------------ | --- | ------------------ | ----------------------------------------------------------------------------------------- |
| 2001 | La primera vez                       | Borja Cobeaga                              | Altube Filmeak                                                                                               | Curtmetratge       | Nominat al Goya al millor curtmetratge de ficció als XVI Premis Goya                      |
| 2005 | Éramos pocos                         | Borja Cobeaga                              | Altube Filmeak                                                                                               | Curtmetraje        | Nominat a l'Oscar al millor curtmetratge                                                  |
| 2006 | Argentina                            | Xabier Etxeandia Igor Zabala               | 3Koma | Curtmetratge       |                                                                                           |
| 2007 | Limoncello. Tres historias del Oeste | Jorge Dorado, Luiso Berdejo, Borja Cobeaga | Common Films                                                                                                 | Curtmetratge       | Premi Millor Banda Sonora al 7è Festival de Curtmetratges Playa Las Américas de Tenerife. |
| 2007 | Las horas muertas                    | Haritz Zubillaga                           | Basque Films                                                                                                 | Curtmetratge       |                                                                                           |
| 2007 | Henry Fonda congelado                | Alex Montoya Raúl Navarro                  | Arsénico PC                                                                                                  | Curtmetratge       |                                                                                           |
| 2008 | El encargado                         | Sergio Barrejón                            | Arsénico PC                                                                                                  | Curtmetratge       | Nominat al Goya al millor curtmetratge de ficció als XXIII Premis Goya                    |
| 2008 | Pagafantas                           | Borja Cobeaga                              | Telespan 2000                                                                                                | Llargmetratge      |                                                                                           |
| 2009 | La lluvia en Sevilla                 | Oriol Puig                                 | Arsénico PC, Film Transparente                                                                               | Cortometraje       |                                                                                           |
| 2010 | No controles                         | Borja Cobeaga                              | Telespan 2000                                                                                                | Llargmetratge      |                                                                                           |
| 2011 | La media pena                        | Sergio Barrejón                            | Lamia producciones                                                                                           | Curtmetratge       | Premi Millor Banda Sonora en la 25a Setmana de Cinema de Medina del Campo.                |
| 2011 | She's lost control                   | Haritz Zubillaga                           | Morituri | Curtmetrajtge      |                                                                                           |
| 2012 | En plan romántico                    | Peris Romano                               | Argucia, Morituri                                                                                            | Curtmetratge       |                                                                                           |
| 2013 | Lo sé                                | Manuela Burló Moreno                       | Momento Producciones                                                                                         | Curtmetratge       |                                                                                           |
| 2013 | Democracia                           | Borja Cobeaga                              | Sayaka | Curtmetratge       |                                                                                           |
| 2013 | Alaba Zintzoa                        | Javier Rebollo Alvar Gordejuela            | Karambola producciones                                                                                       | Llargmetratge      |                                                                                           |
| 2014 | Pase privado                         | Natxo López                                | Lamia producciones                                                                                           | Curtmetratge       |                                                                                           |
| 2014 | Negociador                           | Borja Cobeaga                              | Sayaka | Llargmetratge      |                                                                                           |
| 2014 | Tempo inverso                        | Gregorio Muro Mikel Muro                   | Gregorio Muro                                                                                                | Curtmetratge       |                                                                                           |
| 2014 | Txarriboda                           | Javier Rebollo Alvar Gordejuela            | Karambola Producciones                                                                                       | Llargmetratge      |                                                                                           |
| 2015 | La Sra. Jesusmari                    | Aitor Arenas                               | Banatu Filmak                                                                                                | Curtmetratge       |                                                                                           |
| 2015 | Psiconautas, los niños olvidados     | Alberto Vázquez Pedro Rivero               | ZircoZine, Basque Films                                                                                      | Llargmetratge      | Goya a la millor pel·lícula d'animació                                                    |
| 2016 | False Flag                           | Asier Urbieta                              | Kuttuna Filmak                                                                                               | Curtmetratge       |                                                                                           |
| 2016 | Anónimo                              | Ivan Sokolov                               | Lateral Filmin                                                                                               | Curtmetratge       |                                                                                           |
| 2016 | El ataúd de cristal                  | Haritz Zubillaga                           | Basque Films                                                                                                 | Llargmetratge      |                                                                                           |
| 2017 | Fe de etarras                        | Borja Cobeaga                              | Netflix, Mediapro                                                                                            | Llargmetratge      |                                                                                           |
| 2019 | Taxi a Gibraltar                     | Alejo Flah                                 | La Terraza Films, Atresmedia Cine, Sacromonte Films, Ikiru Films, La Mano de Dios La Película AIE i AZ Films | Llargmetratge      |                                                                                           |
| 2019 | El hoyo                              | Galder Gaztelu-Urrutia                     | Basque Films, Zentropa                                                                                       | Llargmetratge      |                                                                                           |
| 2019 | El perro                             | Daniel Cortázar                            | Esperanto Producciones                                                                                       | Curtmetratge       |                                                                                           |
| 2020 | Akelarre                             | Pablo Agüero                               | Sorgin Films, Tita Productions, Kowalski Films, Lamia Producciones, La Fidèle Production                     | Largometraje       | En col·laboració amb Maite Arroitajauregi Goya a la millor música original                |